# 盧瑟福·阿里斯
盧瑟福·阿里斯（英語：Rutherford Aris；1929年9月15日—2005年11月2日）是一位化學工程師、控制理論家、應用數學家，曾任美國明尼蘇達大學化工系名譽教授（1958年－2005年）。